# XXXXVIII. Armeekorps (Wehrmacht)
Das XXXXVIII. (48.) Armeekorps (mot.) war ein am 14. Dezember 1940 unter dem Tarnnamen „Festungsbaustab 48“ (bis Mai 1941) aufgestellter Großverband des Heeres der deutschen Wehrmacht. Ab 21. Juni 1942 wurde das Generalkommando in XXXXVIII. Panzerkorps umbenannt und war bis Kriegsende 1945 an der Ostfront gegen die Sowjetunion eingesetzt.

## Geschichte

### Aufstellung
Das Generalkommando XXXXVIII. Armeekorps sollte am 20. Juni 1940 im Zuge des Westfeldzuges aufgestellt werden. Die Aufstellung wurde aber am 1. Juli 1940 wieder abgebrochen. Das Generalkommando (mot.) XXXXVIII wurde am 14. Dezember 1940 erneut aufgestellt. Der Stab wurde aus dem Stellvertretenden Generalkommando XII. Armeekorps. gebildet, erster Kommandierender General wurde Generalleutnant Werner Kempf. Mit dem 31. Januar 1941 wurde der Stab vorübergehend der 11. Armee im Wehrkreis IV (Dresden) unterstellt.

### 1941
Vom 20. bis 23. April 1941 wurde das Generalkommando über Breslau und Tschenstochau nach Kielce verlegt. Am 26. April 1941 wurde das im Raum Zamosz eintreffende Korpskommando der 6. Armee unterstellt, am 21. Juni wechselte das XXXXVIII. motorisierte Korps zur Panzergruppe 1 (Generaloberst Ewald von Kleist). In der Nacht zum 22. Juni 1941 war die Bereitstellung der Panzergruppe 1 beendet und der Angriff auf die Sowjetunion wurde gegen 6:00 Uhr morgens eingeleitet. Rechts griff das XXXXVIII mot. AK mit 11. Panzer-Division, 16. Infanterie-Division (mot.), und 57. Infanterie-Division, in der Mitte das XXIX. Armeekorps (General Obstfelder) und links das III. Armeekorps (mot.) (Eberhard von Mackensen) aus dem Sokal-Bogen an. Das XIV. Armeekorps (mot.) (General Wietersheim) blieb vorerst dahinter in Reserve. Die 11. Panzer-Division (Generalmajor Ludwig Crüwell) trat an der Spitze des Korps mit der Aufklärungsabteilung voraus – durch Sokal an, der Styr-Übergang von Szczurowje wurde genommen. Mit der 11. Panzer-Division über Stojanow auf Beresteczko vorgehend, stand das Korps abends bereits fast 20 Kilometer tief in Feindesland.
Zwischen 23. und 28. Juni 1941 kämpfte das Korps mit der 16. Infanterie-Division (mot.), der 16. Panzer-Division und der 11. Panzer-Division in der Panzerschlacht zwischen Brody und Dubno. Sowjetische Gegenangriffe von Süden her verpassten die östlich vorgehende 11. Panzer-Division, und trafen stattdessen die nachfolgende 57. Infanterie-Division in der rechten Flanke. Die Rote Armee trieb diese zehn Kilometer zurück, geriet dann aber durch das Eingreifen der 16. Panzer-Division bei Dubno in die Defensive. Der gleichzeitig von Norden angesetzte sowjetische Gegenangriff des 9. mechanisierten Korps (Rokossowski) bei Rowno konnte die 11. Panzer-Division ebenfalls nicht mehr am Durchbruch hindern, er traf aber auf die 13. Panzer-Division und wurde bald wieder in Defensive gedrängt, die sowjetischen Panzer operierten zu weit westlich und kämpften bereits ohne Unterstützung oder Versorgung. Das XXXXVIII. Armeekorps ebnete aber für die nachfolgende Infanteriekorps der 6. Armee über Schepetowka vorstoßend den Weg nach Kiew. Das XXXXVIII. Armeekorps bog nach der Besetzung von Berditschew am 11. Juli mit der 11. Panzer-Division rechts nach Südosten ab und schloss bei Novo-Archangelsk zusammen mit den XIV. Armeekorps und der 17. Armee am 2. August den Ring um weitere sowjetische Verbände im Kessel von Uman. Der weitere Vormarsch des Korps erfolgte mit der 16. Pz. und 16. mot. ID. ab 6. August südwärts nach Wosnessensk, am 11. August fiel Nikolajew, darauf gelang im Zusammenwirken mit der 11. Armee die Besetzung von Cherson.
Für die folgenden Operationen in der Kesselschlacht um Kiew wurde das Korps wieder nach Norden an den Dnepr verlegt (ohne die 11. Pz.Div. – diese trat in Reserve der Heeresgruppe Süd). Das Korps bildete zusammen mit dem XIV. Armeekorps (mot.) im Brückenkopf von Krementschug den südlichen Stoßkeil einer neuen Zangenbewegung. Ab 12. September 1941 führte das Korps die 9. Panzer-Division, 25. Infanterie-Division (mot.) und die 16. Panzer-Division die Sula entlang nordwärts über Lubny nach Romny, wo der Anschluss an die Panzergruppe 2 erfolgte. Bis 24. September wurden dadurch weitere sowjetische Kräfte zwischen Pirjatin und Lochwiza umzingelt, dann verlegte das Korps zum Unternehmen Taifun in den Raum Gluchow. Im Oktober schloss das Korps mit der 9. Panzer-Division (Hubicki) und der 25. mot. Division die Südfront des Kessels von Brjansk notdürftig ab und wurde dabei der 2. Armee (Weichs) unterstellt, die folgend an der Linie Rylsk, Lgow und Dmitrijew-Lgowski gegen Kursk vorging.

### 1942
Im Frühjahr 1942 sicherte das Korps defensiv im Raum Kursk. Das XXXXVIII. Panzerkorps unterstand während der folgenden Sommeroffensive (Fall Blau) ab 28. Juni 1942 der 4. Panzerarmee unter Generaloberst Hermann Hoth. Die Panzer der 24. Panzer-Division stießen über Stary Oskol in Richtung Woronesch zum Don vor, gewannen am 4. Juli einen östlichen Brückenkopf und konnten die Stadt im Zusammenwirken mit der Division Großdeutschland bis 8. Juli teilweise einnehmen. Nachdem die 4. Panzerarmee bis 21. Juli bei Zimljanskaja einen südlichen Donbrückenkopf geschlagen hatte, wurde das XXXXVIII. Panzerkorps zwischen 30. Juli bis 3. August zur Verstärkung der 6. Armee in Richtung Kotelnikowo umgruppiert. Während des Angriffs auf die südlichen Vororte Stalingrads unterstanden dem XXXXVIII. Panzerkorps die 14. und 24. Panzer-Division. Am 7. September 1942 mussten die Verbände des XXXXVIII. Panzerkorps (14. Pz.Div., 24. Pz.Div. und 29. Inf.Div. (mot.)) im Raum Woroponowo und Pestschanka umgruppiert werden, die 14. Panzer-Division konnte am 12. September noch in die Stellungen der Roten Armee bei Elschanka und Kuporosnoje eindringen. Das gleichzeitig angreifende IV. Armeekorps (General Schwedler) blieb südlich Beketowka ebenfalls stecken. Das Generalkommando wurde darauf freigemacht und als Reserve an den Tschir verlegt.
Am 19. November 1942 begann die Rote Armee ihre Gegenoffensive im Raum Stalingrad (Operation Uranus). Bei Serafimowitsch brachen die sowjetischen Truppen durch die Linien der rumänischen 3. Armee nach Süden durch. Das gegen diesen Vorstoß angesetzte XXXXVIII. Panzerkorps bestand jetzt nur aus der 22. Panzer-Division und der rumänischen 1. Panzerdivision, primär ausgerüstet mit tschechischen Panzerkampfwagen 38 (t). Während seiner Bereitstellung hatte das Korps jedoch in Scheunen gelegen, und im Stroh massenhaft vorhandene Mäuse hatten sich durch die Verkleidungen und elektrischen Kabel der Panzer gefressen – dadurch waren lediglich circa 30 Panzer einsatzbereit. Diese konnten das weitere Vordringen der weit überlegenen sowjetischen Kräfte und die folgende Einschließung der 6. Armee nicht verhindern. Der erst zu Monatsbeginn als Kommandeur des Korps eingesetzte General Ferdinand Heim wurde zum Sündenbock gemacht und aus der Wehrmacht ausgestoßen. Das Korps wurde aber schnell reorganisiert und erhielt die 11. Panzer-Division und die 336. Infanterie-Division sowie die 7. Luftwaffen-Felddivision unterstellt, mit denen es ursprünglich am Unternehmen Wintergewitter teilnehmen und einen Vorstoß auf Kalatsch am Don unternehmen sollte. Bis Ende 1942 sicherte das Korps unter General der Panzertruppen Otto von Knobelsdorff die neuen Abwehrstellungen am Aksai, bei Nischne Tschirskaja, Tormosin und Morosowskaja.

### 1943
Zu Jahresbeginn wurde das XXXXVIII. Panzerkorps über den Donez zurückgedrängt, am 14. Februar ging Woroschilowgrad verloren. Das Korps wurde aus dem Bereich der Armeeabteilung Hollidt mit der 6. Panzer-Division und der aus Frankreich kommenden 106. Infanterie-Division nordwestlich nach Losowaja umgruppiert und führte zusammen mit dem LVII. Panzerkorps Gegenstöße gegen durchgebrochene Panzerverbände bei Pawlograd. Im März 1943 drang das Korps im Zuge der Schlacht bei Charkow mit der 106. Infanterie-Division von Taranowka auf Smijew zum Donez vor, während gleichzeitig die 6. und 11. Panzer-Division über den Msha – Abschnitt und Merefa nordwärts durchdrang und zusammen mit dem SS-Panzerkorps (Paul Hausser) Charkow zurückeroberte.
Im Juni 1943 verlegte das XXXXVIII. Panzerkorps über Graiworon nach Borissowka. Anfang Juli nahm es mit der Division Großdeutschland, der 3. und 11. Panzer-Division am Unternehmen Zitadelle teil, vermochte aber nicht mehr vom Süden her nach Obojan durchzubrechen. Am 12. August konnte das Korps zusammen mit dem III. Panzerkorps einen Fronteinbruch der Roten Armee bei Achtyrka zum Stehen bringen, bevor es sich bis Oktober 1943 kämpfend über den Psel und Mirgorod nach Perejaslaw zum Dnepr zurückziehen musste. Anfang Dezember 1943 versuchte das Korps unter General der Panzertruppe Hermann Balck vergeblich, durch Gegenstöße bei Radomyschl und Schitomir das verlorene Kiew zurückzuerobern und musste auf Schitomir zurückgehen. Bis zum 26. Dezember glaubte Generalfeldmarschall von Manstein noch daran, durch Gegenangriffe des XXXXVIII. Panzerkorps, den sowjetischen Durchbruch in Richtung Berditschew und Kasatin stoppen zu können.

### 1944
Mitte Januar 1944 war das Panzerkorps durch die Offensive der 1. Ukrainischen Front in den Raum Kasatin–Berditschew zurückgeworfen. Anfang Februar war es im Raum Ljubar bis Starokonstantinow konzentriert, unterstellt waren die 2. SS-Panzer-Division, die 371. Infanterie- sowie die 8. und 19. Panzerdivision. Die 7. Panzerdivision fungierte als Reserve im Raum Dubno und wurde bei vergeblichen Kämpfen um Schepetowka verheizt. Ein zwischen 21. und 24. März erfolgter Angriff der sowjetischen 60. Armee mit 11 Schützendivisionen und dem 4. Garde-Panzerkorps warf das XXXXVIII. Panzerkorps bis hinter den Wosuszka-Abschnitt zurück. Bei der Lagebesprechung des XXXXVIII. Panzerkorps am 24. März 1944 erhielt die Kampfgruppe Friebe der 8. Panzer-Division den Auftrag, aus dem Raum Jezierna auf das abgeschnittene Tarnopol durchzustoßen und die dort eingeschlossene Besatzung der 359. Infanterie-Division Entlastung zu bringen, nach Möglichkeit ein Versorgungsgeleit durchzuschleusen und bis zum Abend hinter die eigene Hauptkampflinie zurückzukehren. Im April 1944 trat der Verband ohne die zugesagte Tigerabteilung 507 planmäßig aber vergeblich in Richtung Tarnopol an, die Stadt ging darauf verloren. Mitte Juli erfolgten weitere Entsetzungsangriffe für das bei Brody eingeschlossene XIII. Armeekorps. Am 27. Juli 1944 musste das Korps auch die Metropole Galiziens Lemberg vor dem Druck der sowjetischen 60. Armee räumen und bis August über Jaroslau auf die Weichsel zurückgehen. Am 20. September 1944 übernahm General der Panzertruppe Maximilian von Edelsheim die Führung des Korps, das im Verband der 4. Panzerarmee (Fritz-Hubert Gräser) stand und mit der 16. Panzer-Division, der 20. Panzergrenadier-Division und der 304. Infanterie-Division die Weichsel bei Baranow hielt.

### 1945
Während der Offensive des Marschalls Iwan Konew am 12. Januar 1945 aus dem Baranow-Brückenkopf wurden die Truppen des Korps mit der 68. und 304. Infanterie-Division vollständig überrannt, Tschenstochau und Kielce gingen infolge verloren. Im Februar 1945 befand sich das entkommene Generalkommando im Rückzug auf Schlesien, es wurde südlich von Ratibor der 17. Armee (General Schulz) unterstellt und verteidigte mit der 208. und 269. Infanterie-Division an der Linie Bogucice – Sławków – Michałowice – Rogau.
Am 30. März 1945 wurde das Generalkommando des XXXXVIII. Panzerkorps aus der neuen Front bei Görlitz herausgelöst und dem Kommando der aus Einheiten des Reichsarbeitsdienstes neu gebildeten 12. Armee (Walther Wenck) unterstellt. Es übernahm am 10. April die Führung der Volksgrenadier-Division „Scharnhorst“ und führte Abwehrkämpfe an der Saale gegen die gegen Leipzig und Halle heranmarschierende 1. US-Armee (Hodges). Es sicherte vorerst notdürftig die Linie Bernburg – Halle – Querfurt – Eilenburg – Riesa nach Westen. Der rechte Nachbar wurde das XX. Armeekorps (Volksgrenadier-Division „Ulrich von Hutten“), der linke Nachbar war das stellvertretende Generalkommando IV. AK (Dresden). Zwischen dem 13. und 17. April kämpfte das Korps an der Linie Halle – Saale – südlich von Merseburg, ein Angriff gegen die US-Brückenköpfe bei Schönebeck und Barby am 14. und 15. April scheiterte. Am 17. April war die Verbindung zu Leipzig verloren gegangen und der Rückzug auf die Elbe bei Magdeburg und den Mulde-Abschnitt zwischen Wurzen und Grimma auf Dessau wurde nötig. Seit 18. April wurde der sowjetische Durchbruch auf Berlin spürbar, die Linie Bautzen – Wittenberg war akut bedroht. Die Korps musste eine neue Ostfront entlang der Schwarzen Elster aufbauen. Die Verteidigung der neuen Ostfront übernahmen die Kampftruppen des Generalleutnants Scherer und des Generalmajors Hermann. Der linke Nachbar war hier das LXXXX. Armeekorps des Generals Petersen im Raum südöstlich von Freiberg. Das XXXXVIII. Panzer-Korps überquerte die Elbe bei Wittenberg und Coswig nach Norden, um dahinter erneut die Südflanke der 12. Armee zu schützen. Leipzig musste am 19. April, der Mulde-Brückenkopf um Eilenburg am 20. April aufgegeben werden, der Rückzug des Korps aus Grimma und Riesa wurde eingeleitet. Das Korps musste sich dabei an seiner Westfront vom Feind lösen, die Überquerung der Elbe vollziehen und einen Fußmarsch von etwa 130 bis 150 km durchführen, um die neue Kampflinie am 24. und 25. April zu erreichen. 
Der letzte kleine Elbe-Brückenkopf bei Coswig wurde am 26. April aufgegeben, die Russen erreichten bei Torgau den Anschluss an die Amerikaner. Am 27. April erfolgte der Rückzug auf die Linie Pretzin (16 Kilometer südlich von Magdeburg) – Lindau – Grochewitz – Cobbelsdorf – Groß Marzehns, rechts schloss die Kampfgruppe Magdeburg unter Generalleutnant Raegener an, linker Nachbar verblieb das XX. Korps (General der Kavallerie Karl-Erik Köhler).
Das Korps verteidigte zuletzt den Raum nördlich von Coswig bis südlich von Niemegk, wobei das Ostufer der Elbe – trotz der Sicherungslinie zwischen Pretzin und Groß Marzehns – noch als Südflügel der 12. Armee fungierte. Am 1. Mai wurde auch Magdeburg geräumt und am 3. Mai die neue Linie Zerben (20 km südwestlich von Genthin) – Nordrand Fiener Bruch – Großwusterwitz (15 Kilometer südwestlich von Brandenburg an der Havel) bezogen. Das XX. Armeekorps wurde derweil an der Ostfront zwischen Beelitz und Treuenbrietzen von der sowjetischen 13. Armee (Puchow) stark bedrängt, der Durchbruch der 4. Gardepanzerarmee (Leljuschenko) auf Brandenburg an der Havel bedrohte den allgemeinen Rückzug. Zu diesem Zeitpunkt war General von Edelsheim schon vom Korps-Kommando freigestellt worden (das XXXXVIII. Korps führte ab 3. Mai Generalleutnant Wolf Hagemann), um die Verhandlungen mit der 9. US-Armee zu führen. General Edelsheim ging es nur mehr darum, den Rückzug der ausgebrochenen Teile der 9. Armee zur Elbe zu decken und möglichst viele Verbände der 12. Armee vor der sowjetischen Gefangenschaft zu bewahren. Bis zur offiziellen Kapitulation am 8. Mai 1945 in Stendal versuchten die zusammengedrängten Verbände des Korps noch über die Elbebrücken zwischen Ferchland und Tangermünde nach Westen zu entkommen.

## Führung
Kommandierender General:
- General der Panzertruppe Werner Kempf 6. Januar 1941 bis 31. Januar 1942
- General der Panzertruppe Rudolf Veiel 19. Februar bis 5. Mai 1942
- General der Panzertruppe Werner Kempf 5. Mai bis 1. November 1942
- Generalleutnant Ferdinand Heim 1.–19. November 1942
- General der Panzertruppe Hans Cramer 19.–26. November 1942
- General der Panzertruppe Heinrich Eberbach 26.–30. November 1942
- General der Panzertruppe Otto von Knobelsdorff 30. November 1942 bis 6. Mai 1943
- Generalleutnant Dietrich von Choltitz 6. Mai bis 30. August 1943
- General der Panzertruppe Otto von Knobelsdorff 30. August bis 30. September 1943
- Generalleutnant Dietrich von Choltitz 30. September bis 22. Oktober 1943
- General der Panzertruppe Heinrich Eberbach 22. Oktober bis 15. November 1943
- General der Panzertruppe Hermann Balck 15. November 1943 bis 4. August 1944
- General der Panzertruppe Walther Nehring 4.–19. August 1944
- General der Panzertruppe Fritz-Hubert Graeser 19. August bis 20. September 1944
- General der Panzertruppe Maximilian Reichsfreiherr von Edelsheim 20. September 1944 bis 3. Mai 1945,
- Generalleutnant Wolf Hagemann 3.–8. Mai 1945

Chef des Generalstabes:
- Oberst i. G. Werner Friebe 1. Januar 1941 bis 25. November 1942
- Generalmajor Friedrich Wilhelm von Mellenthin 25. November 1942 bis 14. August 1944

Erster Generalstabsoffizier:
- Major i. G. Hermann Berlin März 1941 bis Februar 1942
- Major i. G. Otto Marcks Februar bis 9. März 1942
- Major i. G. Friedrich Freiherr von Ohlen und Adlerscron 9. März 1942 bis zur Umbenennung

## Unterstellungen
| Jahr | Monat             | Übergeordnetes Kommando                  | Einsatzort               |
| ---- | ----------------- | ---------------------------------------- | ------------------------ |
| 1941 | Februar/April     | 11. Armee, Heeresgruppe „C“              | Heimat                   |
|      | Mai               | z. Vfg. Heeresgruppe „A“                 | Generalgouvernement      |
|      | Juni              | 6. Armee, Heeresgruppe SÜD               | Bug                      |
|      | Juli/September    | 1. Panzergruppe, Heeresgruppe SÜD        | Uman, Krementschug, Kiew |
|      | Oktober           | 2. Panzergruppe, Heeresgruppe MITTE      | Brjansk                  |
|      | November/Dezember | 2. Armee, Heeresgruppe MITTE             | Kursk, Kastornoje        |
| 1942 | Januar            | 2. Armee, Heeresgruppe MITTE             | Kursk                    |
|      | Februar/Mai       | 2. Armee, Heeresgruppe SÜD               | Kursk                    |
|      | Juni/Juli         | 4. Panzerarmee, Heeresgruppe SÜD         | Kursk, Don               |
|      | August/November   | 4. Panzerarmee, Heeresgruppe „B“         | Stalingrad               |
|      | Dezember          | Armeeabteilung Hollidt, Heeresgruppe DON | Don                      |
| 1943 | Januar/Februar    | Armeeabteilung Hollidt, Heeresgruppe DON | Don, Donez               |
|      | März              | 4. Panzerarmee, Heeresgruppe SÜD         | Charkow                  |
|      | April             | Armeeabteilung Kempf, Heeresgruppe SÜD   | Charkow                  |
|      | Mai/Juni          | z. Vfg. OKH/ Auffrischungsstab Charkow   | Charkow                  |
|      | Juli/September    | 4. Panzerarmee, Heeresgruppe SÜD         | Belgorod                 |
|      | Oktober           | 8. Armee, Heeresgruppe SÜD               | Dnejpr (Krementschug)    |
|      | November/Dezember | 4. Panzerarmee, Heeresgruppe SÜD         | Shitomir                 |
| 1944 | Januar/März       | 4. Panzerarmee, Heeresgruppe SÜD         | Winniza                  |
|      | April/Mai         | 4. Panzerarmee, Heeresgruppe NORDUKRAINE | Tarnopol                 |
|      | Juni/Juli         | 4. Panzerarmee, Heeresgruppe NORDUKRAINE | Brody                    |
|      | August/September  | 1. Panzerarmee, Heeresgruppe NORDUKRAINE | Weichsel (Baranow)       |
|      | Oktober/Dezember  | 4. Panzerarmee, Heeresgruppe „A“         | Weichsel (Baranow)       |
| 1945 | Januar            | 4. Panzerarmee, Heeresgruppe „A“         | Weichsel (Baranow)       |
|      | Februar/März      | 17. Armee, Heeresgruppe „A“              | Mittelschlesien          |
|      | April             | z. Vfg. OKH                              | zur 12. Armee (Elbe)     |

Tabelle: nach Tessin

## Unterstellte Verbände
Korpstruppen:
- Artilleriekommandeur 144 (Arko 144)
- Korps-Nachrichtenabteilung 448
- Korps-Nachschubtruppen 448
- Ostbataillon 448

Kriegsgliederung HGr Nordukraine (Stand: 8. Juli 1944)
- 96. Infanterie-Division
- 349. Infanterie-Division
- 357. Infanterie-Division
- 359. Infanterie-Division

Kriegsgliederung HGr Nordukraine (Stand 15. August 1944)
- 100. Jäger-Division
- 101. Jäger-Division
- Kampfgruppe[Anmerkung 1] 359. Infanterie-Division